# Тумкино
Тумкино — село в Тереньгульском районе Ульяновской области. Входит в состав Тереньгульского городского поселения.

## География
Село расположено в 75 км от Ульяновска. Через посёлок протекает три реки: Тубайка, Тюрюм и Тереньгулька. Недалеко от Тумкино находится озеро Лебедян.

## Название
Название села произошло от мордовского слова «тумо» — дубы. По словам жителей, на горе раньше росли дубы, и основным занятием жителей была лесозаготовка.
По другой версии название происходит от основателя с именем Тума - по этому поселение назвали Тумкино - т.е. "принадлежащее Туму". Чьё владение? Тумкино! Компонент Тума имеет финно-угорское происхождение. Его объясняют на материале мокша-мордовского, эрзя-мордовского и марийского языков. Мокшанское «Тума» — «Дуб», Эрзянское «Тумо» — «Дуб», (марийское «Тум» — «Глушь», «Непроходимый лес»). Имя Тума - переводится как Дуб, частое имя для детей , пример чув. Юман, рус. Кожедуб.
В селе имелась Кереметь.

## История
Село Тумкино было основано в 1702 году.
В 1780 году, при создании Симбирского наместничества, деревня Тумкина, при речке Теренге, вошла в состав Сенгилеевского уезда.
В 1859 году деревня Тумкино в составе 1-го стана Сенгилеевского уезда Симбирской губернии.
В феврале 1867 года (1864) была открыта школа, которую в 1871 году посетил Илья Николаевич Ульянов. В 1878 году школа переехала в новое здание.
В 1864 году в селе была открыта церковь во имя святителя чудотворца Николая, которая впоследствии была снесена. На 1903 год существовал деревянный храм, перенесённый из с. Солдатской Ташлы. (В 1863 году, по ветхости и тесноте помещения, общество (Солдатской Ташлы) передало её в бедное село Тумкино, Сенгилеевского уезда.) Престолов в нём два: главный — во имя Архистратига Божьего Михаила и в приделе — во имя Святителя и Чудотворца Николая.
В Великую Отечественную войну на фронт из Тумкино ушло 236 человек, не вернулось — 126. На данный момент ни одного участника войны в селе не осталось.
В 2005 году село вошло в состав Тереньгульского городского поселения.

## Население
| Год  | Число дворов | Число жителей | Примечания                                                                |
| ---- | ------------ | ------------- | ------------------------------------------------------------------------- |
| 1780 |              | 154           | Ревизских душ                                                             |
| 1859 | 102          | 1012          |                                                                           |
| 1903 | 232          | 1352          | 652 м. и 700 ж., сверх того раскольников австрийского толка 26 м. и 39 ж. |
| 1913 | 335          | 1723          | Церковь, училище.                                                         |
| 1924 | 416          | 1888          | Колхоз «Производитель», школа 1-й ст.                                     |
|      |              |               |                                                                           |

| 2010 |
| ---- |
| 726  |

## Известные жители
- Николай Лямаев — певец-самоучка, заслуженный работник культуры РСФСР.[9]

## Достопримечательности
- Родник Ильинский, вблизи села, относится к числу памятников природы Ульяновской области[10][11].
- В школе открыт музей.
- В 1987 году в селе был открыт памятник комиссару гражданской войны Евстифееву Алексею Никитовичу, погибшему в 1919 году в борьбе за Советскую власть во время мятежа в крае[12].
- В апреле 1965 года был открыт памятник-обелиск погибшим в Великой Отечественной войне[13].

## Инфраструктура
- В 2009—2010 г. году школу посещало 58 учащихся 1-9 класса. Большая часть этих детей проживает в соседних селах — Назайкино и Федькино.